# NGC 504
NGC 504 је лентикуларна галаксија у сазвежђу Рибе која се налази на NGC листи објеката дубоког неба.
Деклинација објекта је + 33° 12' 14" а ректасцензија 1h 23m 28,1s. Привидна величина (магнитуда) објекта NGC 504 износи 13,0 а фотографска магнитуда 14,0. NGC 504 је још познат и под ознакама UGC 935, MCG 5-4-41, CGCG 502-64, PGC 5084.